# Volontari in servizio permanente
I volontari in servizio permanente (acronimo VSP) si intende il personale di truppa delle forze armate italiane in servizio permanente. 

## Composizione e inquadramento
Il ruolo, istituito con decreto legislativo del 12 maggio 1995 n. 196,  comprende il personale della categoria dei militari di truppa che dei categoria dei graduati di truppa. 
Secondo il codice dell'ordinamento militare del 2010, può diventare VSP il personale proveniente dai ruoli dei volontari in ferma prefissata triennale non sottoposto a sanzioni disciplinari e che negli ultimi dodici mesi di servizio abbia ricevuto un giudizio di qualifica nella media; anche se il Ministro della Difesa può stabilire eventuali ulteriori requisiti e modalità di accesso a tale ruolo.

## Gradi
I 4 gradi previsti per i VSP sono nell'ordine quelli del prospetto.
(Con l’ultimo riordino è stato inserito un quinto grado militare denominato graduato aiutante che non figura nel seguente prospetto).
| Anni di servizio                 | Esercito Italiano | Marina Militare | Aeronautica Militare |
| -------------------------------- | ----------------- | --------------- | -------------------- |
| Alla nomina                      |                   |                 |                      |
| Dopo 1 anni nel grado precedente |                   |                 |                      |
| Dopo 5 anni nel grado precedente |                   |                 |                      |
| Dopo 4 anni nel grado precedente |                   |                 |                      |